# Pauvre Papillon
Pour plus de détails, voir Fiche technique et Distribution.
Pauvre Papillon (Pobre mariposa) est un film argentin réalisé par Raúl de la Torre, sorti en 1986.

## Fiche technique
- Titre original : Pobre mariposa
- Titre français : Pauvre Papillon
- Réalisation : Raúl de la Torre
- Scénario : Aída Bortnik et Raúl de la Torre
- Direction artistique : Jorge Sarudiansky
- Costumes : Tita Tamames et Rosa Zemborain
- Photographie : Marcelo Camorino
- Montage : Juan Carlos Macías
- Musique : Roberto Lara
- Pays d'origine : Argentine
- Format : Couleurs - 35 mm
- Genre : drame
- Durée : 120 minutes
- Dates de sortie :
  - France : mai 1986 (Festival de Cannes 1986)
  - Argentine : 8 mai 1986

## Distribution
- Graciela Borges : Clara
- Lautaro Murúa : Julio
- Pepe Soriano : Shloime
- Víctor Laplace : Jose
- Bibi Andersson : Gertrud
- Cipe Lincovsky : Juana
- Ana María Picchio : Irma

## Sélection
- Festival de Cannes 1986 : sélection en compétition officielle